# Punta Cana
Punta Cana egy üdülőváros a Dominikai Köztársaság legkeletibb régiójában. A 2022-es népszámlálás szerint a tágabb településnek vagy kerületnek közel 139 ezer fő lakosa volt.
A 2020-as évek elején Latin-Amerika második legnépszerűbb turisztikai célpontja, több látogatóval, mint bármely más város a Karib-térségben. 

## Éghajlat
Punta Cana trópusi éghajlattal rendelkezik. A hőmérséklet egész évben meglehetősen állandó, az átlaghőmérséklet 26–27 °C. A forróbb és nedvesebb évszak májustól novemberig tart.
| Hónap                         | Jan. | Feb. | Már. | Ápr. | Máj. | Jún. | Júl. | Aug. | Szep. | Okt. | Nov. | Dec. | Év   |
| ----------------------------- | ---- | ---- | ---- | ---- | ---- | ---- | ---- | ---- | ----- | ---- | ---- | ---- | ---- |
| Átlagos max. hőmérséklet (°C) | 28,5 | 29,0 | 29,0 | 29,8 | 30,3 | 31,2 | 31,8 | 32,0 | 31,9  | 31,5 | 30,3 | 29,4 | 30,4 |
| Átlagos min. hőmérséklet (°C) | 21,2 | 21,2 | 21,7 | 22,5 | 23,5 | 24,2 | 24,2 | 24,3 | 24,1  | 23,8 | 22,9 | 21,9 | 23,0 |
| Átl. csapadékmennyiség (mm)   | 85   | 63   | 50   | 65   | 129  | 94   | 85   | 107  | 135   | 124  | 131  | 91   | 1159 |
| Forrás: NOAA                  |      |      |      |      |      |      |      |      |       |      |      |      |      |

## Közlekedés

### Repülőtér
A Punta Cana nemzetközi repülőtér a várostól kb. 3 km-re található. Ez a repülőtér a Dominikai Köztársaságba érkező járatok többségét fogadja; több utast fogad, mint a Santo Domingó mellett található Las Américas nemzetközi repülőtér.